# Bruce Perens

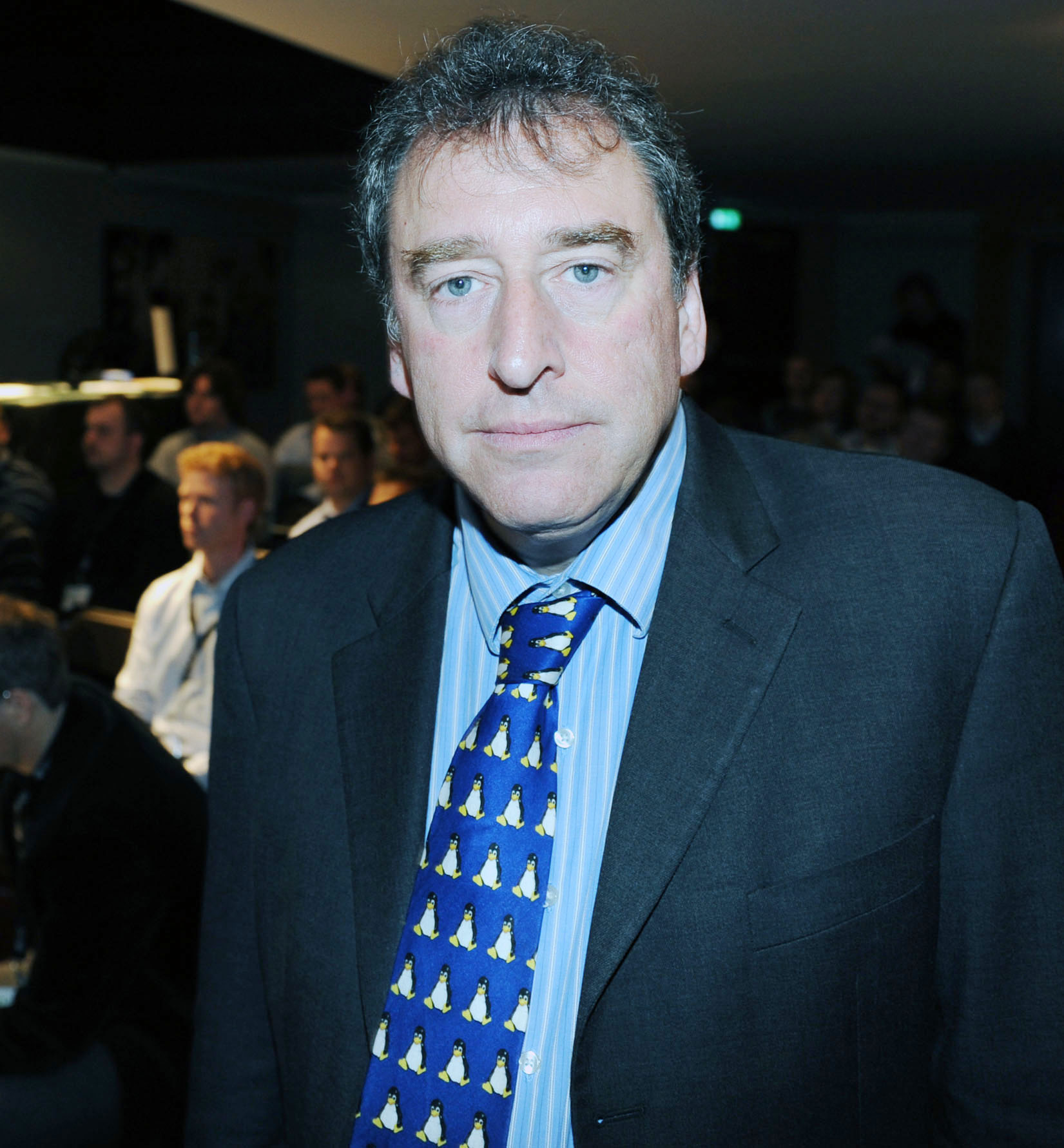
Bruce Perens (16 kwietnia 2009)

Bruce Perens – jeden z liderów ruchu na rzecz Otwartego Oprogramowania, lider Debiana w latach 1996–1998.
Były koordynator Projektu Debian GNU/Linux, główny autor Definicji Otwartego Źródła (ang. Open Source Definition), założyciel Software in the Public Interest, twórca projektu UserLinux i współzałożyciel Open Source Initiative (OSI). Perens napisał także cykl książek wydanych przez Prentice Hall PTR pod tytułem Bruce Perens' Open Source Series.
Od czerwca 2005 jest pracownikiem SourceLabs.
Perens jest także amatorskim krótkofalowcem o znaku wywoławczym K6BP. Promuje otwarte standardy komunikacji radiowej i sprzęt typu open source.

## Wolne czy otwarte
Mimo silnego zaangażowania w OSI Perens – jako jeden z nielicznych – docenia równocześnie znaczenie wolnego oprogramowania i celowo używa nieraz nazw Otwarte i Wolne Oprogramowanie wymiennie, aby podkreślić wzajemne uzupełnianie się obu nurtów. Można więc określić go jako zwolennika FLOSS, choć ten neutralny, ale nieco sztuczny zlepek nie ma swoich oficjalnych reprezentantów i rzadko pojawia się w mowie potocznej.
W 1999, rok po założeniu OSI, opuścił tę organizację, podając powody w liście pt. It's Time to Talk About Free Software Again (pol. „Czas znów mówić o Wolnym Oprogramowaniu”).